# 1354 Botha
1354 Botha (1935 GK) là một tiểu hành tinh vành đai chính được phát hiện ngày 3 tháng 4 năm 1935 bởi Jackson, C. ở Johannesburg (UO).